# Belgium Town (Wisconsin)
Pour les articles homonymes, voir Belgium.
Belgium est une ville du comté d'Ozaukee dans l’État du Wisconsin d'une superficie de 92,6 km2 dont 2,7 km2 d'eau (2,83 %).
Sa population était estimée à 1 415 habitants lors du recensement de 2010, ce qui donne une densité de 15 hab/km2. Lors du recensement de 2000, la population était de 1 513.
Le village Belgium est situé dans la ville. Des zones non incorporées sont également situées dans la ville : Holy Cross, Lake Church et partiellement Dacada.